# Wydział Rzeźby Akademii Sztuk Pięknych w Warszawie
Wydział Rzeźby Akademii Sztuk Pięknych w Warszawie – jeden z dziewięciu wydziałów Akademii Sztuk Pięknych w Warszawie. Jego siedziba znajduje się przy ul. Wybrzeże Kościuszkowskie 37 oraz przy ul. Spokojnej 15.

## Struktura[2]
- Katedra Rzeźby
  - Pracownia prof. Adama Myjaka, as. Kinga Smaczna-Łagowska, Albert Kozak
  - Pracownia dr hab. Romana Pietrzaka, prof. ASP, as. Artem Dmytrenko
  - Pracownia dr hab. Andrzeja Sołygi, prof. ASP, as. dr Andrzej Kokosza
  - Pracownia Medalierstwa - prof. Hanna Jelonek, as. Aleksandra Mazurkiewicz
  - Pracownia I-go roku dr hab. Rafała Rychtera, prof. ASP, as. Mateusz Wójcik
  - Pracownia I-go roku dr hab. Grzegorza Witka, prof. ASP, as. Bartosz Sandecki
  - Otwarta Pracownia Rzeźby - dr hab. Jakub Łęcki, prof. ASP, as. dr Piotr Szulkowski
- Katedra Rysunku i Malarstwa
  - Pracownia Rysunku - dr. hab Małgorzata Gurowska, as. Anna Siekierska
  - Pracownia Rysunku i Malarstwa - prof. Mariusza Woszczyńskiego, as. Marcin Bogusławski
  - Pracownia Druku Wypukłego i Wklęsłego - dr. hab Małgorzata Dmitruk
- Katedra Działań Przestrzennych 
  - Pracownia Rzeźby dr. hab Romualda Woźniaka, as. dr Agnieszka Wach
  - Pracownia Rzeźby w Architekturze dr Pawła Mysery
  - Pracownia Podstaw Projektowania Przestrzennego dr hab. Macieja Aleksandrowicza, as. dr Katarzyna Szarek
  - Pracownia Komputerowa Ryszarda Zimka
- Zakład Technik Rzeźbiarskich
  - Warsztat Technik Ceramicznych - dr hab. Stanisław Brach, prof. ASP, as. dr Zbigniew Piotr Lorek
  - Warsztat Technik Fotograficznych - Ewa Łuczak
  - Warsztat Technik Kamienia - Stanisław Gruszka
  - Warsztat Technik Drewna - dr Marek Kowalski, as. Albert Kozak
  - Warsztat Technik Odlewnictwa Artystycznego - dr Mieczysław Kozłowski, as. dr Andrzej Łopiński, Tomasz Krzpiet
  - Warsztat Sztukatorski - Jacek Kowalski

## Kierunki studiów
- Rzeźba, specjalizacje: medalierstwo, rzeźba w architekturze

## Władze[3]
- Dziekan: dr hab. Rafał Rychter, prof. ASP
- Prodziekan: mgr Ewa Łuczak